# Drhovice
Drhovice är en ort i Tjeckien.   Den ligger i regionen Södra Böhmen, i den centrala delen av landet, 70 km söder om huvudstaden Prag. Drhovice ligger 472 meter över havet och antalet invånare är 185.
Terrängen runt Drhovice är lite kuperad. Runt Drhovice är det ganska glesbefolkat, med 43 invånare per kvadratkilometer. Närmaste större samhälle är Tábor, 7,5 km öster om Drhovice. Trakten runt Drhovice består till största delen av jordbruksmark.